# 二居道路

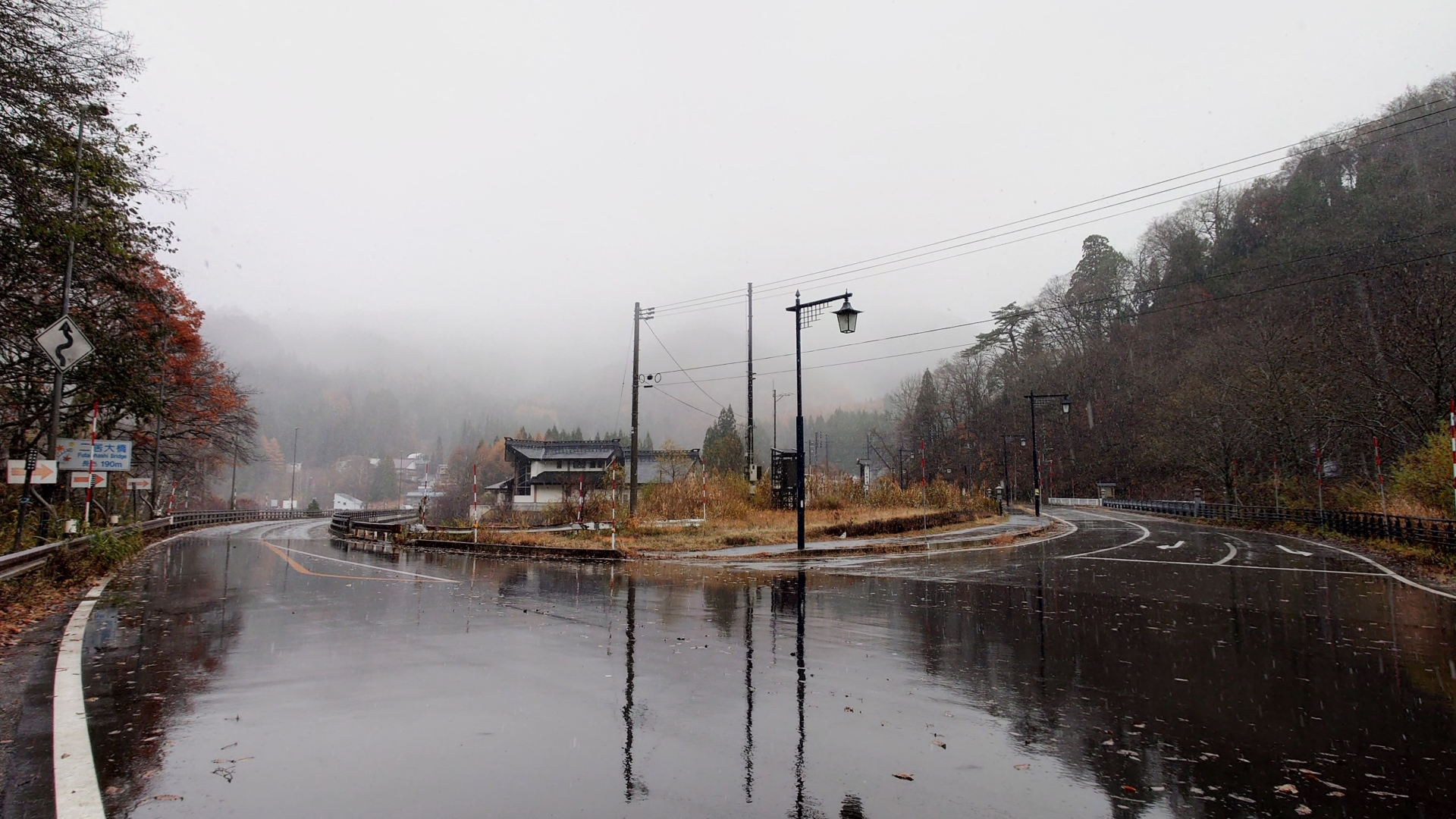
二居大橋と旧道の分岐

二居道路（ふたいどうろ）は、新潟県南魚沼郡湯沢町を通る国道17号のバイパス道路である。全線が国道353号と重複している。
なお、北端に続く三俣道路（みつまたどうろ）、南端に続く二居大橋（ふたいおおはし）と合わせて一本の路線となっているため、当項ではこの3路線についてまとめて記す。

## 現道
概ね旧道と並行して走っているが、旧道の狭隘区間を避ける為にヘアピンカーブにより標高を稼ぎ、長大トンネルを有している。

### 二居大橋
以前の二居地区の国道17号は、現道東側の二居地区中心部を通る狭隘区間であった。そのため、二居地区南部から二居トンネル前までを経由する道路橋梁が整備された。
- 起点：新潟県南魚沼郡湯沢町大字三国字二居
- 終点：新潟県南魚沼郡湯沢町大字三国字二居
- 車線数：2車線

### 二居道路
以前の国道17号は、現道西側の清津川近くを経由する非常に狭隘な区間であった。また、この旧区間は全線が未舗装で、土砂崩れなどの災害が起こりやすい区間であり、三国トンネルの開通後、この区間は非常にネックとなっていた。そのため、二居トンネルを経由する現区間が整備された。二居峠をトンネルで通過し、関東と新潟の大動脈となっている。
なお、二居大橋と三俣道路の開通により、起点付近（二居簡易郵便局前 - 二居トンネル前）・終点付近はそれぞれ湯沢町道に降格されている。
- 起点：新潟県南魚沼郡湯沢町大字三国字二居
- 終点：新潟県南魚沼郡湯沢町大字三国字二居
- 車線数：2車線
- 二居トンネル：全長1,295 m 扁額の書は建設大臣中村梅吉による
- 舟ヶ沢トンネル
- 萱付トンネル
- 萱付スノーシェッド
- 新境橋

### 三俣道路
二居道路と合わせて建設され、開通した区間。二居道路と比較してヘアピンカーブが続く区間となっている。
- 起点：新潟県南魚沼郡湯沢町大字三国字二居

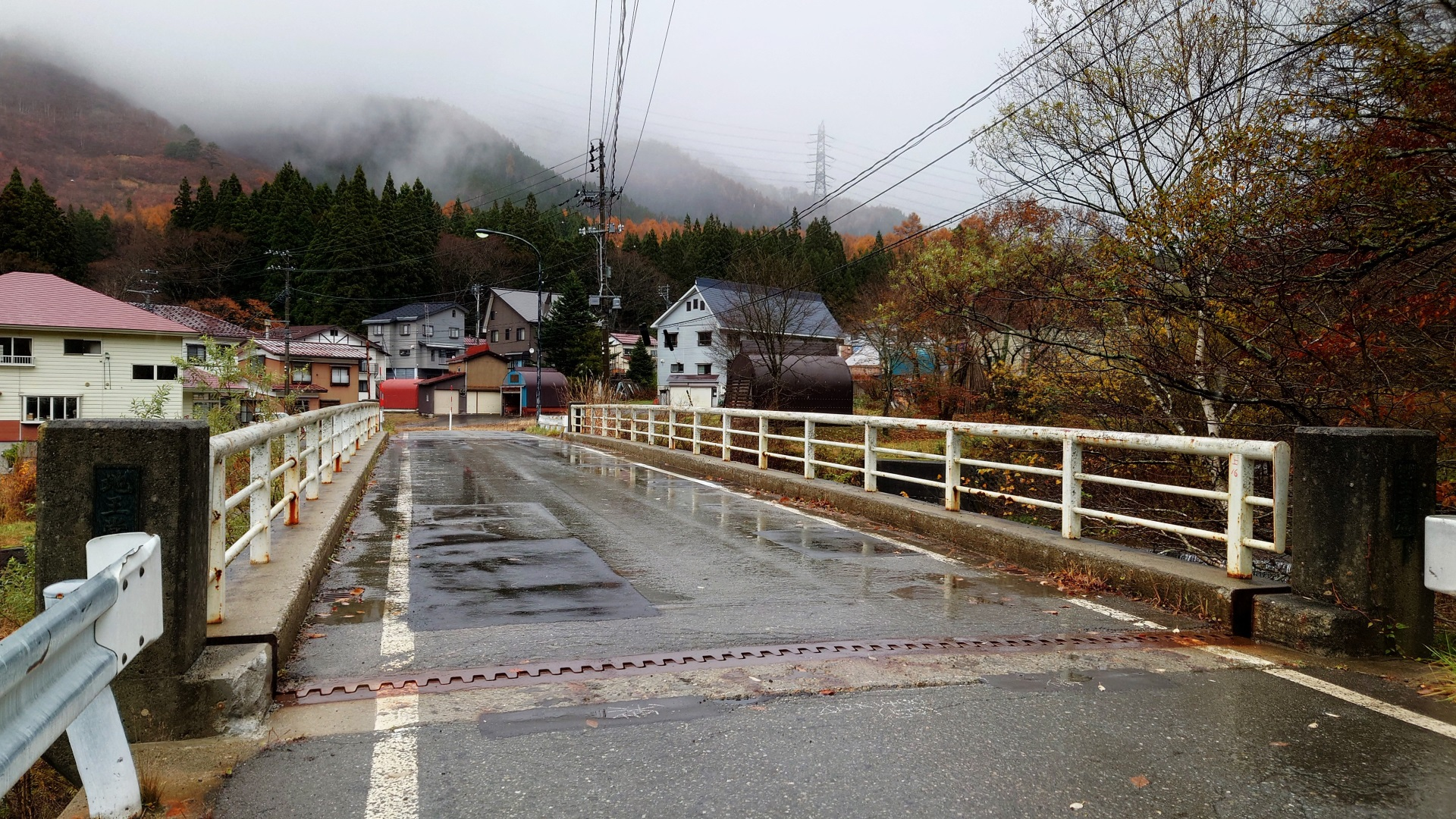
地王道橋と湯沢町道
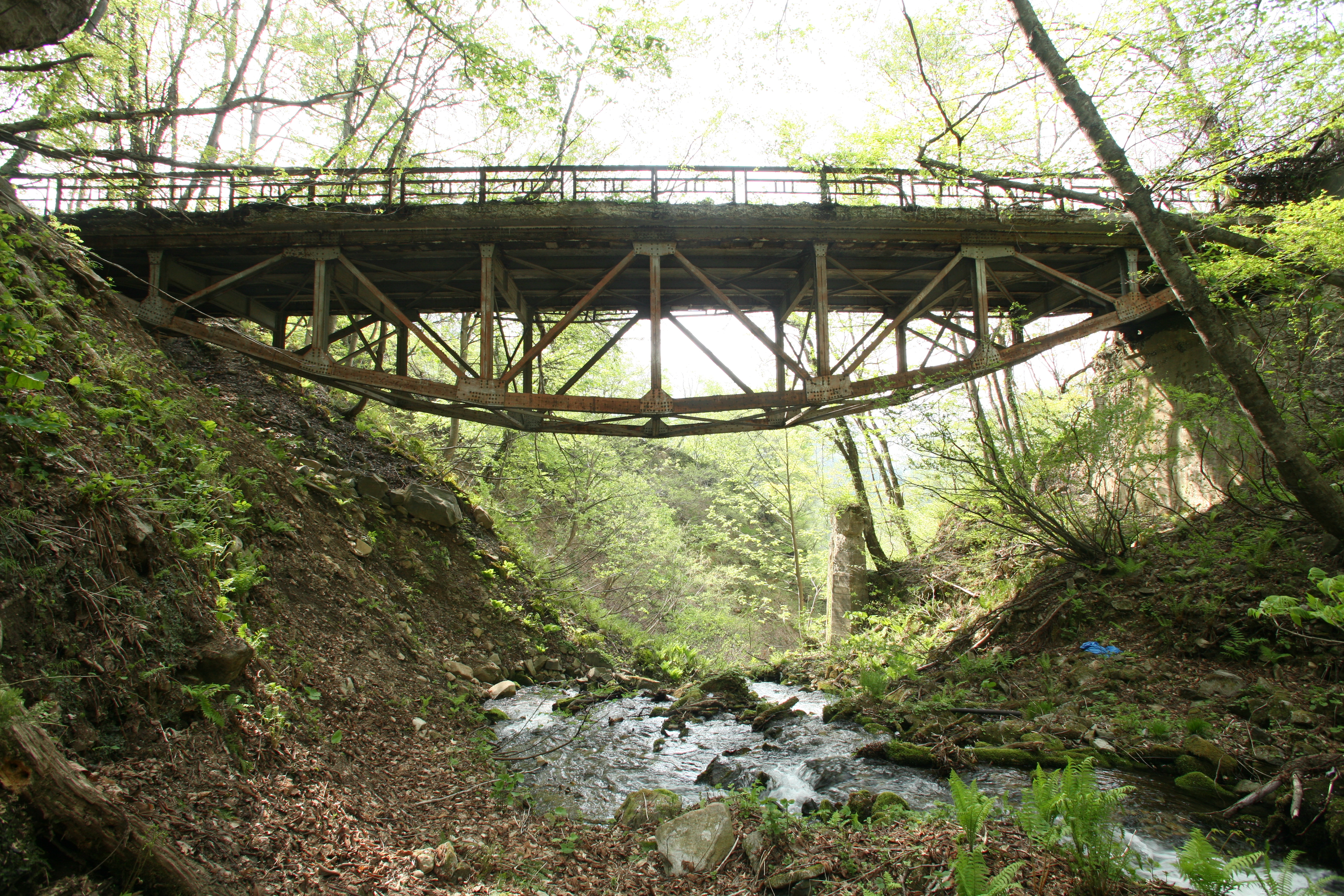
旧境橋

- 終点：新潟県南魚沼郡湯沢町大字三俣字萱付
- 車線数：2車線

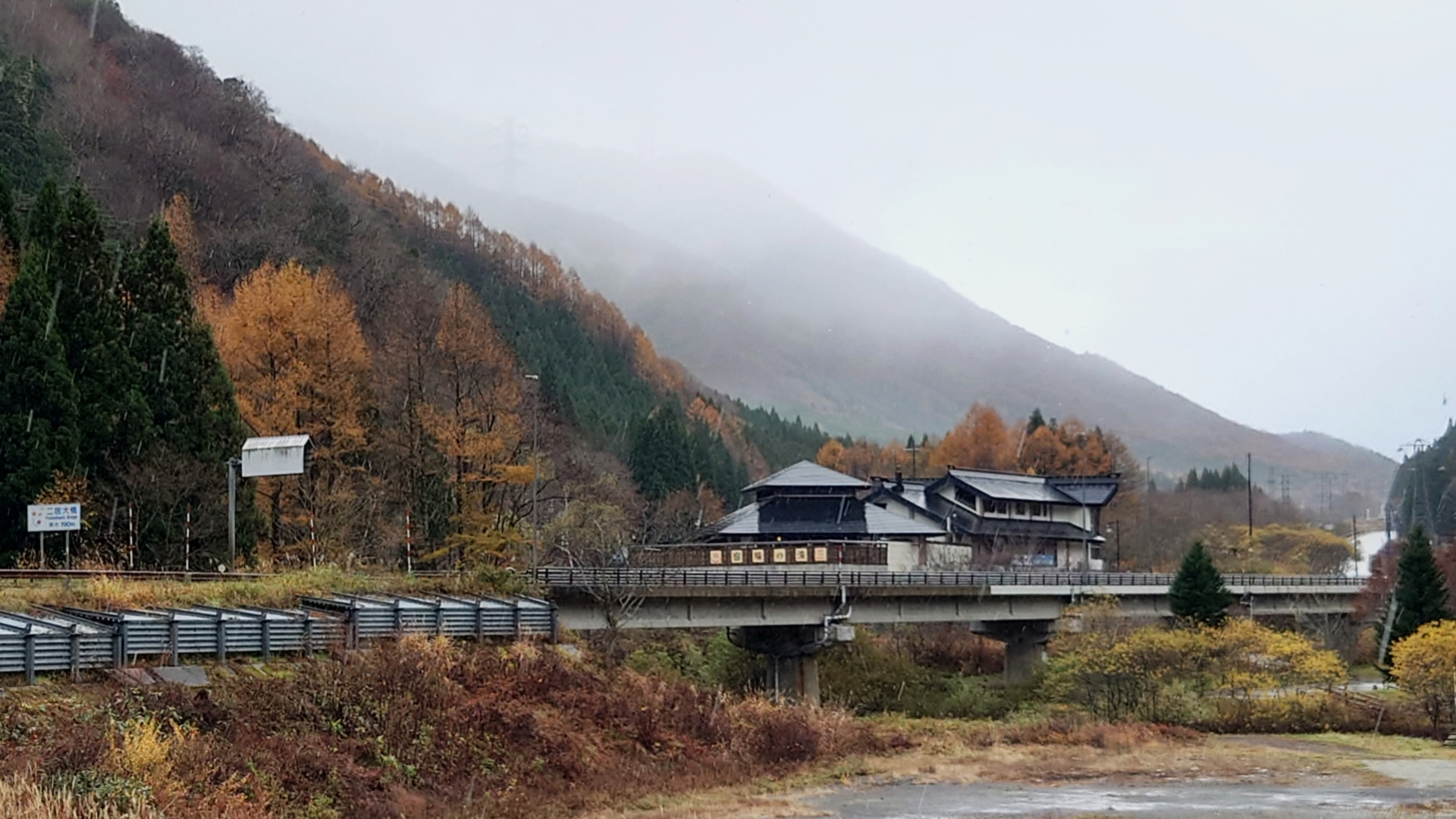
二居大橋と宿場の湯
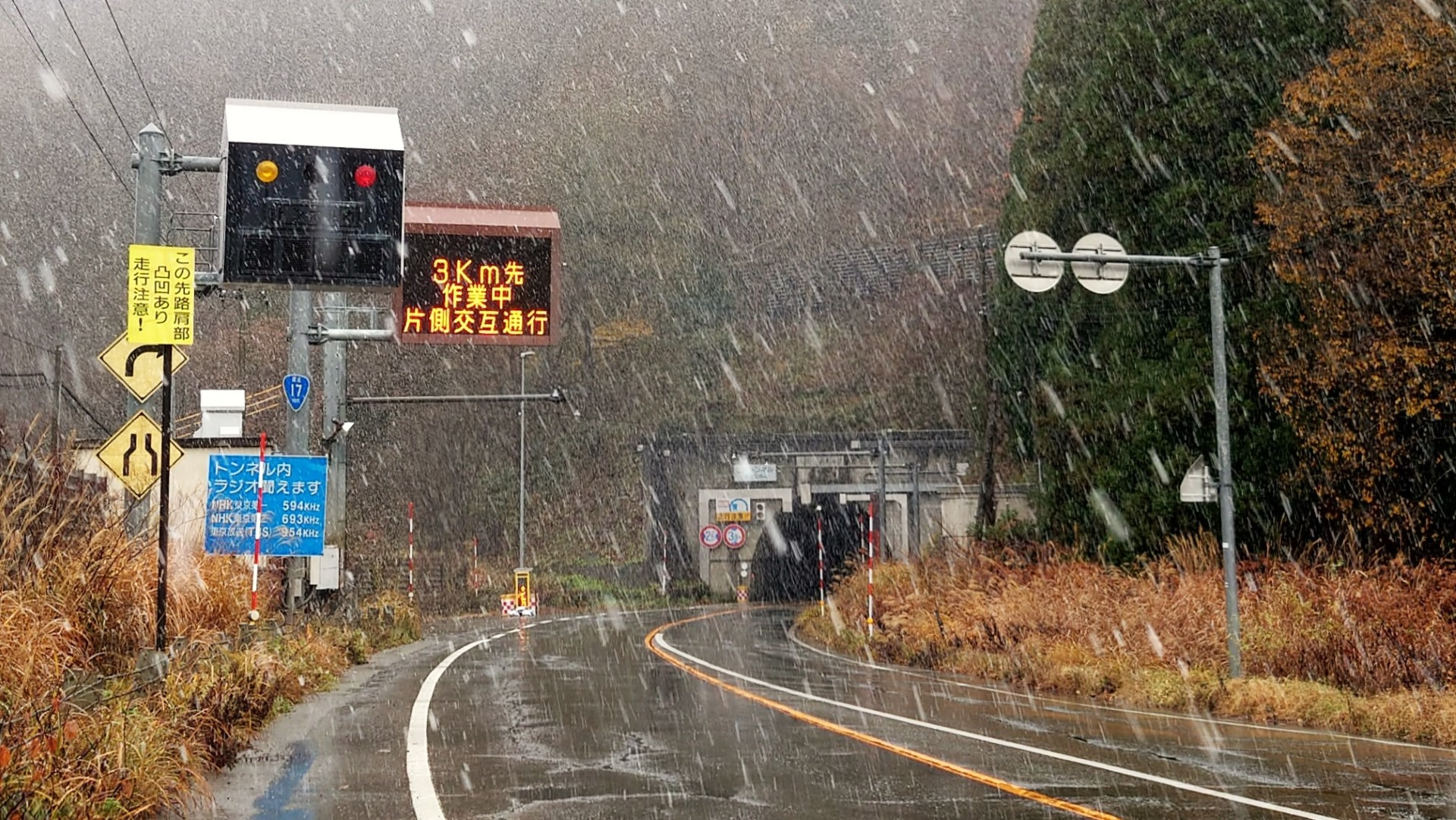
二居トンネル東京方坑口より撮影
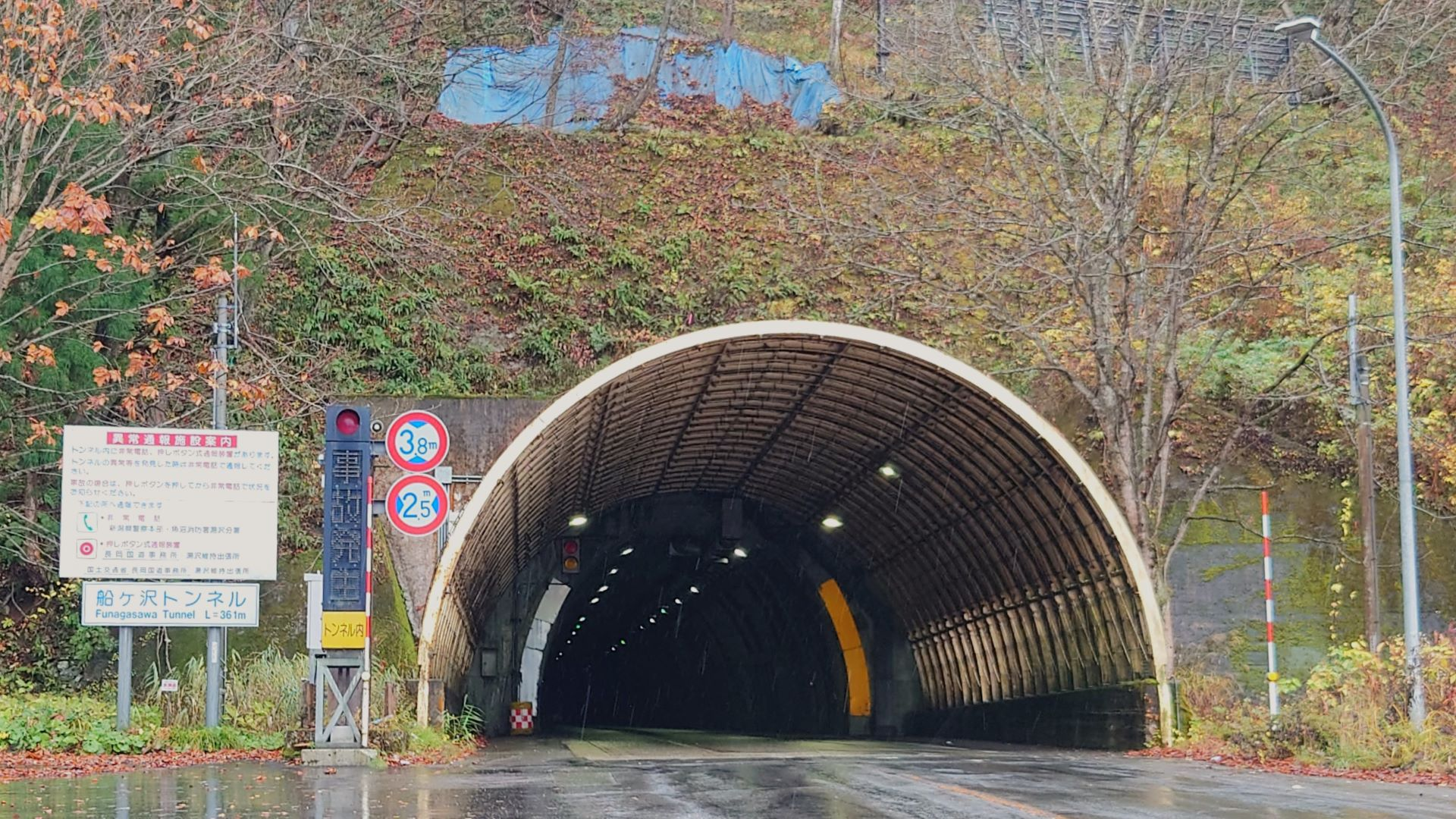
船ヶ沢トンネル新潟方坑口。なお二居トンネルとスノーシェッドにより繋がっている。
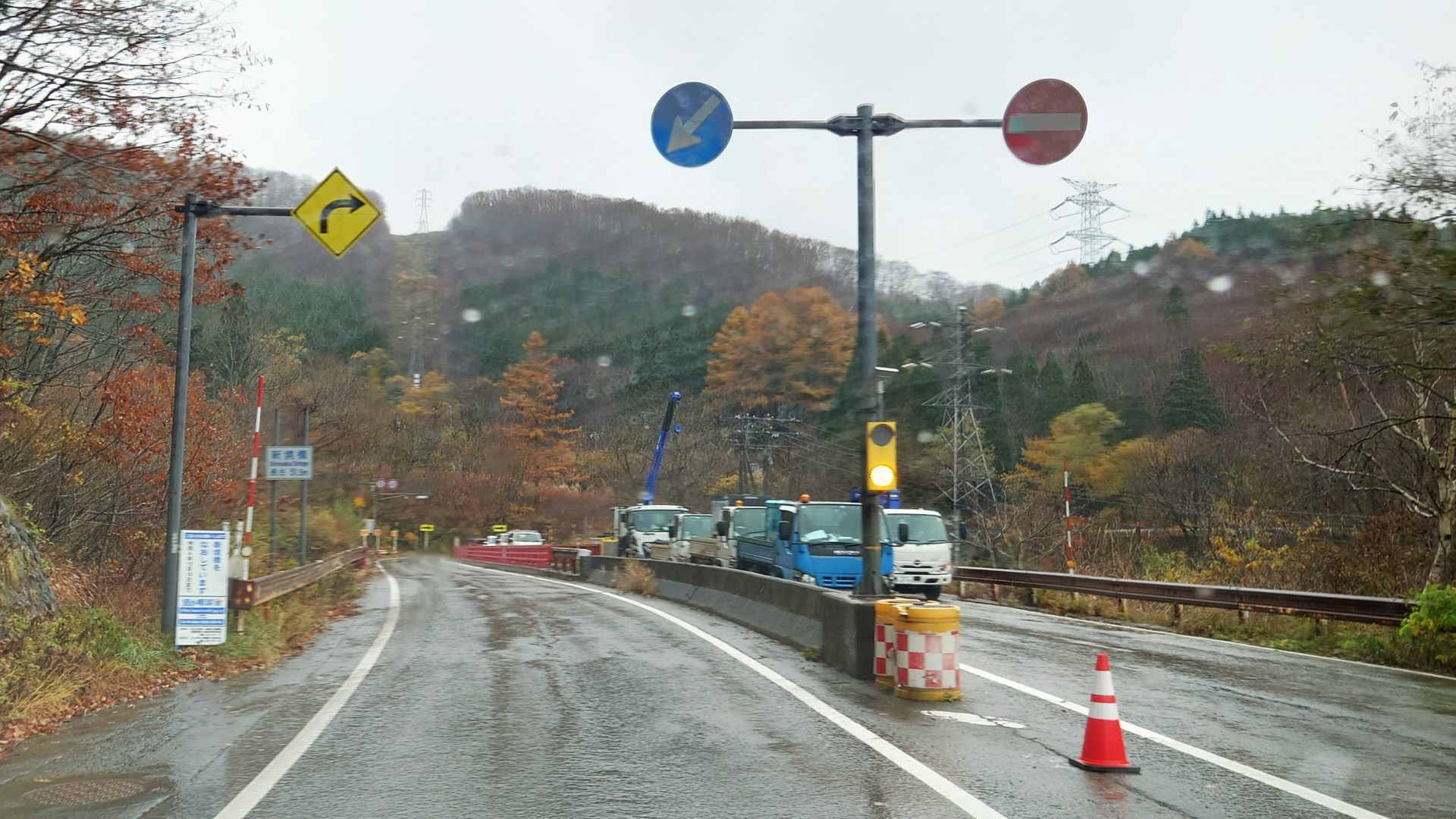
新境橋。撮影時点では工事中。

## 歴史
- 1962年（昭和37年）：二居道路開通
- 1965年（昭和40年）：三俣道路開通
- 1969年（昭和44年）：二居大橋開通

## 旧道（国道17号）
※国道353号は、バイパス開通後の指定のため、旧道は存在しない。

### 二居大橋
- 新潟県南魚沼郡湯沢町大字三国字二居 - 新潟県南魚沼郡湯沢町大字三国字二居：湯沢町道

### 二居道路
- 新潟県南魚沼郡湯沢町大字三国字二居（二居簡易郵便局前） - 新潟県南魚沼郡湯沢町大字三国字二居（二居峠登山道分岐）：湯沢町道
- 新潟県南魚沼郡湯沢町大字三国字二居 - 新潟県南魚沼郡湯沢町大字三国字二居：廃道
  - 二居道路の旧道は、二居地区中心部を除く全区間で非常に荒廃しており、現在は通行不能となっている。木材の柱を使って道幅を確保した場所があることも相まって、崩落している箇所も多く、道としての原型をとどめていない地点も存在する。廃道区間内に1952年開通の境橋（上路ボウストリングトラス橋、北緯36度52分01秒 東経138度46分32秒 / 北緯36.867078度 東経138.775550度）がある。

### 三俣道路
- 新潟県南魚沼郡湯沢町大字三国字二居 - 新潟県南魚沼郡湯沢町大字三俣字萱付：湯沢町道

- 地王道橋と湯沢町道
- 旧境橋

## 接続するバイパスの位置関係
（前橋・東京方面）三国トンネル - 現道 - 二居大橋 - 二居道路 - 三俣道路 - 現道 - 三俣地区改良区間（長岡・新潟方面）